# Доброхотов, Александр Львович
Алекса́ндр Льво́вич Доброхо́тов (род. 8 сентября 1950, Львов, УССР, СССР) — советский и российский историк философии, философ и культуролог. Доктор философских наук, заслуженный профессор Московского Государственного Университета им. Ломоносова. Приглашенный ведущий научный сотрудник Королевского Колледжа Лондона. Исследователь Независимого Института Философии в Париже.
Популяризатор философии и культурологии. Постоянный лектор проекта ПостНаука, автор нескольких курсов на портале Coursera.

## Биография
В 1972 году окончил философский факультет МГУ и в 1975 году — аспирантуру там же. Кандидат философских наук (1978, диссертация «Учение Парменида о бытии»).
В 1991 году защитил диссертацию «Категория бытия в античной философии классического периода» на соискание учёной степени доктора философских наук.
В 1992 году — приглашённый профессор Католического университета Тилбурга (Нидерланды) и университета Фрибурга (Швейцария).
В 1996—1997 годах — приглашённый профессор университета Женевы (Швейцария).
С 1994 по 2010 – профессор Государственного Академического Университета Гуманитарных Наук (ГАУГН).
С 2005 по 2017 – заведующий кафедрой культурологии Православного Свято-Тихоновского гуманитарного университета (в прошлом — Миссионерского факультета ПСТГУ). 
До 2009 года — заведующий кафедрой истории и теории мировой культуры философского факультета МГУ.
С 2009 года по апрель 2024 года — профессор Школы культурологии Факультета гуманитарных наук НИУ ВШЭ.
В 2021-м году уехал из России.
С апреля 2024 года ведет свой YouTube канал.
Член International Advisory Board журнала Studies in East European Thought.
Сын Роман (род. 1983) — журналист, общественный деятель.

## Научные труды

### Монографии
- Доброхотов А. Л. Учение досократиков о бытии. — М., 1980.
- Доброхотов А. Л. Категория бытия в классической западноевропейской философии. — М.: Изд-во МГУ, 1986.
- Доброхотов А. Л. Данте Алигьери. — М.: Мысль, 1990 (в сер. «Мыслители прошлого»)
- Доброхотов А. Л. Введение в философию. — М., 1995
- Доброхотов А. Л. Универсальные механизмы культуры. Из курса лекций. М., 2004.
- Доброхотов А. Л. Избранное. — М.: Территория будущего, 2008 (Университетская библиотека Александра Погорельского).
- Доброхотов А. Л. Культурология: Учебное пособие. — М., 2010 (в соавт.)
- Доброхотов А. Л. Морфология культуры. — М.: Территория будущего, 2010.
- Доброхотов А. Л., Калинкин А. Т. Культурология: учебное пособие. — М.: ИНФРА-М, 2010. — 480 с.
- Доброхотов А. Л., Калинкин А. Т. Культурология в вопросах и ответах. — М.: Проспект, 2011. — 167 с.
- Доброхотов А. Л. Рецепция немецкой классической эстетики в трудах и дискуссиях ГАХН. — М.: Территория будущего, 2012.

### Статьи
на русском языке
- «Религиозные аспекты философии культуры Серебряного века». // Теоретический семинар Института философии РАН «Философия религии — Теология — Религиоведение» — 29 марта. 2006.
- «Источники власти в третьем тысячелетии: Тенденции и прогнозы». // Дискуссионный клуб «Олимпик». 28 ноября. 2006.
- «Христианские философы Серебряного века о культуре». // Семинар «Русская философия (традиция и современность)» «Дом Лосева». 13 декабря. 2006
- Культура как идеал в русской мысли Серебряного века. О сборнике «Проблемы идеализма» // XVII ежегодная богословская конференция Православного Свято-Тихоновского гуманитарного университета. 20 января. 2006.
- «Вехи» о религиозном смысле культуры // Сборник «Вехи» в контексте русской культуры. — М., 2007. — С. 8 — 14.
- Паломничество в страну Лосева // Тахо-Годи Е. А. Художественный мир А. Ф. Лосева. — М., 2007.
- Античность в самосознании новоевропейской культуры (Методологические тезисы.) // XII Лосевские чтения: Античность и русская культура Серебряного века. — М.: ФАИР, 2008. — C. 12-18.
- Г. С. Кнабе об «энтелехии культуры» // Вторая навигация: альманах. — Вып. 8. Запорожье: Дикое поле, 2008. — С. 22-35
- «Волны смысла» или Генеалогия А. Ф. Лосева в трактате «Са́мое само́» // Лосев А. Ф. Вещь и имя. Самое само. — СПб.: Издательство Олега Абышко. 2008. — С. 5-24
- Мораль общего знаменателя // Фома. 2008. — № 7 (63). — С. 98-102
- Опыт согласования христианского наследия и новоевропейской культуры в произведениях мыслителей Серебряного века // Христианство, культура и нравственные ценности: материалы международной конференции. М.: Институт всеобщей истории РАН, 2008. — С. 147—154
- Тема бытийного дара в мелопее В. И. Иванова «Человек» // Символ. 2008. — № 53-54. — С. 791—804.
- Логос // Античная философия: Энциклопедический словарь. — М.: Прогресс-Традиция, 2008. — C. 451—453.
- [Выступление на круглом столе:] Культурология как наука. За и против. Круглый стол Санкт-Петербургского университета профсоюзов и Института философии РАН. Москва, «Президент отель», 13 февраля 2008. // Вопросы философии. 2008. — № 11. — С. 147—154
  - Культурология как наука: за и против (соавт.). // Круглый стол Санкт Петербургского гуманитарного университета и Института философии РАН. Москва, «Президент отель», 13 февраля 2008., 2009. — C. 27—35; 57; 63—66
- Аверинцев как философ культуры // Сборник докладов «Аверинцевские чтения. К 70-летию со дня рождения академика С. С. Аверинцева». Москва: Изд-во Московского университета, 2008. — С. 58-67.
- Тема бытийного дара в мелопее В. И. Иванова «Человек». // Символ, 2008. — № 53 — 54. — C. 791—804.
- Алфавит культуры (рец. на энциклопедию «Культурология»). // Новый мир. — 2008. — № 7. — C. 178—180.
- Аверинцев как философ культуры. // Аверинцевские чтения, 2008. — C. 58—67.
- Бергсонианские мотивы в работе Л. П. Карсавина «О свободе» // Логос. — 2009. — № 3 (71). — C. 115—121
- «Философская сцена». // Вторая Навигация: Альманах. — 2009. — № 9. — C. 116—126.
- «Философская сцена». // Вторая Навигация: Альманах. — 2009. — № 9. — C. 10.
- Традиция бессмертия: Мамардашвили как философ культуры. // Мераб Константинович Мамардашвили. — М., 2009. — C. 128—152.
- О «Вехах». // Пушкин. — 2009. — № 2. — C. 53.
- Моральные коллизии споров о войне в русской философии Серебряного века. // Философия и этика. Сборник научных трудов. К 70-летию акад. А. А. Гусейнова, М., 2009. — C. 306—311.
- Логос. // Античная философия. Энциклопедический словарь, 2009. — C. 451—453.
- Диптих встреч. (Рец. на: Визгин В. П. Философия Габриэля Марселя: темы и вариации. СПб., 2008.). // Новый мир. — 2009. — № 11. — C. 2
- Г. С. Кнабе об энтелехии культуры.. // Вторая Навигация: Альманах. — 2009. — № 8. — C. 22—35.
- Бытие, Логос, Ничто, Нус, Реализм, Телеология, Триада, Эйдос. // Энциклопедия эпистемологии и философии науки. М., 2009. — C. 95—1134.
- Бергсонианские мотивы в работе Л. П. Карсавина «О свободе». // Логос. — 2009. — № 3 (71). — C. 115—121.
- А. Ф. Лосев — философ культуры.. // Алексей Федорович Лосев. — М. РОССПЭН, 2009. — C. 19—30.
- Антиномия права и нравственности в философии Вл. Соловьева. // Сущность и слово. М., 2009. — C. 530—540
- Морфология хаоса, или Услышанные пророчества Достоевского. // Вторая Навигация: Альманах, 2010. — № 10. — C. 203—214.
- Морфология зла в книге Вяч. Иванова «Достоевский». // Вестник ПСТГУ. Серия Филология, 2010. — № 4 (32). — C. 75—87.
- Мир как театр в сознании Серебряного века. // Античность и культура Серебряного века: К 85-летию А. А. Тахо Годи. — М.: Наука, 2010.
- Код Шардена, или Культурная морфология XVIII века в версии М. И. Свидерской. // Культура, эпоха и стиль. Классическое искусство Запада. — М.: Галарт, 2010.
- Достоевский-европеец. // Новый мир. — 2010. — № 8. — C. 186—188.
- «В пространствах таятся пространства…» О книге О. А. Лавреновой «Пространства и смыслы: семантика культурного ландшафта». // Культура и время. — 2010. — № 3 (37). — C. 270—275.
- А. Г. Габричевский о поэтике Гёте. // Логос. 2010. — № 2 (75). — C. 115—121.
- Эвфорион, или стадии духовного роста в «Фаусте» Гёте. // Филология: научные исследования. — 2011. — № 3. — C. 22—28.
- Проблема Я как культурологический сюжет: коллизии позднего Просвещения и Контрпросвещения. // Философия и культура, 2011. — № 8 (44). — C. 82—91.
- Парадигмы проблемы Я в философии и культуре. // Experimentum — 2012: Сборник научных статей философского факультета МГУ. — М.: «Издатель Воробьев А. В.», 2011.
- Немецкая классическая эстетика в «Диалектике художественной формы» А. Ф. Лосева. // Бюллетень Библиотеки истории русской философии и культуры «Дом А. Ф. Лосева». — 2011. — № 13
- Из истории русского гётеанства. // Мировое древо. — 2011. — № 18. — C. 107—148.
- Елена и Фауст. // Vivit virtus. Сборник, посвященный памяти Т. В. Васильевой. Москва: Прогресс-Традиция, 2011.
- Габричевский о работе Гердера ПЛАСТИКА. // Психологические исследования. — 2011. — № 6.
- Внутренняя форма античной культуры в трудах Т. В. Васильевой. // Vivit virtus. Сборник, посвященный памяти Т. В. Васильевой. Москва: Прогресс-Традиция, 2011.
- Адорно о спасении Фауста. // Синий диван. — 2011. — № Вып. 16. — C. 85—97.
- Слом традиционных представлений об архитектуре на рубеже 18-19 вв. // АРХИТЕКТУРА В СОЦИАЛЬНОМ ПРОСТРАНСТВЕ. Москва: УРСС, 2012.
- Европейский интеллектуал: traduttore или traditore?. // Вопросы чтения: Сборник статей в честь И. Б. Роднянской, 2012. — C. 11—36.

на английском
- 'The Defeated Judge the Victors, or Bolshevism in Post-October Russian Thought'. In: At the Vanishing Point in History. Critical Perspectives on the Russia‒Ukraine War. Bloomsbury Academic. 2025.
- ‘Aza A. Takho-Godi’s Contribution to the History of Ideas and Concepts’. Studies in East European Thought, vol. 75, no. 1, Mar. 2023, pp. 1–8. Springer Link, https://doi.org/10.1007/s11212-022-09538-2.
- ‘Lev P. Karsavin on the Phenomenology of Revolution’. Russian Studies in Philosophy, vol. 60, no. 6, Nov. 2022, pp. 452–61. Taylor and Francis+NEJM, https://doi.org/10.1080/10611967.2022.2155010.
- ‘“Those Born in Godforsaken Years . . .”’ Russian Studies in Philosophy, vol. 59, no. 6, Nov. 2021, pp. 489–500. tandfonline.com (Atypon), https://doi.org/10.1080/10611967.2021.2010474.
- ‘Vyacheslav Ivanov on Pushkin’s The Gypsies: The Antinomy of Individualism and Freedom’. Russian Studies in Philosophy, vol. 57, no. 3, May 2019, pp. 260–69. Taylor and Francis+NEJM, https://doi.org/10.1080/10611967.2019.1629210.
- ‘“Mystical Antinomism.” Losev’s Assessments and Interpretations of Goethe’. Russian Studies in Philosophy, vol. 56, no. 6, Nov. 2018, pp. 467–76. Taylor and Francis+NEJM, https://doi.org/10.1080/10611967.2018.1529974.
- 'The Revolutions of 1917 in the Philosophy of the Russian Symbolism', Social Science Research Network, 12 Apr. 2017. papers.ssrn.com, https://doi.org/10.2139/ssrn.2951595.
- ‘What the Russian Symbolists Heard in the “Music of Revolution”: Philosophical Implications’. Studies in East European Thought, vol. 69, no. 4, Dec. 2017, pp. 287–304. Springer Link, https://doi.org/10.1007/s11212-017-9293-x.
- The Austrian Experience: The Mamardashvili Variant. In: Transcultural Studies: A Journal in Interdisciplinary Research. Vol. 5 No. 1 2009 [2015] Special Issue: Merab Mamardashvili: Transcultural Philosopher. Pp. 65-73.
- Descartes and Dostoyevski: two modes of ‘cogito’. National Research University Higher School of Economics (HSE). Basic Research Program. Working Papers. Series: Humanities, WP BRP 89/HUM/2015. Moscow, 2015.
- Dobrokhotov, Alexander. L. ‘The Spiritual Meaning of War in the Philosophy of the Russian Silver Age’. Studies in East European Thought, vol. 66, no. 1, June 2014, pp. 69–76. Springer Link, https://doi.org/10.1007/s11212-014-9198-x.
- The Problem of the "I" as a Culturological Topic. In: Russian Studies in Philosophy 10/2013; 52(2): P. 61–79.
- The short happy life of Goethe's Faust, or hieros gamos as the center of the tragedy. National Research University Higher School of Economics (HSE). Basic Research Program. Working Papers. Series: Humanities, WP BRP 15/HUM/2013. Moscow, 2013. P. 1–14.
- ‘GAKhN: An Aesthetics of Ruins, or Aleksej Losev’s Failed Project’. Studies in East European Thought, vol. 63, no. 1, Feb. 2011, pp. 31–42. Springer Link, https://doi.org/10.1007/s11212-010-9131-x.
- ‘The Austrian Experience: The Mamardashvili Variant’. Transcultural Studies, vol. 5, no. 1–2, 2009, pp. 65–73. Scholars Portal Journals, https://doi.org/10.1163/23751606-00501006.
- “A short course on world culture.” In: Intellectual News. 2001. No. 9. P. 50–53.
- “You know - therefore, you ought to. (Ethical Implications of the «Cogito»).” In: How Natural is the Ethical Law? Tilburg, 1997.
- “The Thesis "Soma - Sema" And Its Philosophical Implications.” In: Pythagorean Philosophy. Athens, 1992.

на других языках
- Die Rezeption der klassischen deutschen Ästhetik in den Arbeiten und Diskussionen der GAChN. In: Kunst als Sprache – Sprachen der Kunst. Russische Ästhetik und Kunsttheorie der 1920er Jahre in der europäischen Diskussion. Sonderheft12 der “Zeitschrift für Ästhetik und Allgemeine Kunstwissenschaft”. Felix Meiner Verlag, 2014. S. 225 – 246.
- Le probleme du “Moi” dans la philosophie de Vladimir Soloviev et de l’Age d’argent. In: Revue philosophique de France et de l’étranger. N°3-2014. (2014 – 139e Annee – Tome CCVI) P. 297 – 314.
- Kants Teleologie als Kulturtheorie. In: Kant im Spiegel der russischen Kantforschung heute. Frommann-Holzboog Verlag. Stuttgart-Bad, 2008. S. 19–27.
- “Antignostische Momente in Hegels Spekulation.” In: Die Folgen des Hegelianismus: Philosophie, Religion und Politik im Abschied von der Moderne. Hrsg. von Peter Koslowski. München. Wilhelm Fink Verlag, 1998. S. 137–146.
- “Die Evolution der russischen Henologie im ersten Viertel des XX. Jahrhunderts.” In: Henologische Perspektiven II. (Elementa. Bd. 69) Amsterdam-Atlanta. 1997.
- “La philosophie: en attendant Godot.” In: Esprit. Paris, 1996, # 22–3.
- “Das Individuum als Traeger der Macht: Destruktion der Ideale.” In: Miscellanea Mediaevalia. Bd.24. Individuum und Individualitaet im Mittelalter. Berlin - New-York, 1996.
- “Behovet av metafysik.” Ord & Bild. # 1–2. Goeteborg.1994. S. 165 - 171.
- “Metaphysik und Herrschaft: die "Russische Idee" als Ursprung einer Kultur des authoritaeren Denkens und Handelns.” In: Studies in Soviet Thought 44. 1992. Kluwer Academic Publishers. S.11-17.
- “Mensch und Natur im "Fegefeuer" Dantes.” In: Miscellanea Mediaevalia. Bd.21/2. Berlin-New York, 1992. S. 791-794.
- “Welches sind die wirklichen Fortschritte, die die Metaphysik seit Parmenides Zeiten gemacht hat?” In: La Parola del Passato. Rivista di studi antichi. Vol. XLIII. Napoli, 1988. S. 127–142.
- “L'Etre dans la philosophie antique et l'ontologie ouest-europeenne.” In: La philosophie grecque et sa portee culturelle et historique. Moscou, 1985, p. 138-157.
- “Heraklit: Fragment B52.” In: Studien zur Geschichte der westlichen Philosophie. Fr.a.M., 1986. S. 55–71.